# Filomena Cautela
Filomena Cautela (ur. 16 grudnia 1984 w Lizbonie) – portugalska aktorka oraz prezenterka telewizyjna. 

## Kariera
Filomena jest cenioną aktorką teatralną i filmową. Karierę rozpoczęła w 2000 roku, debiutując w sztuce Antygona, w reżyserii Paulo Vaza. Od 2004 roku występuje również w produkcjach filmowych i telewizyjnych. W 2005 roku została zatrudniona w roli prezenterki telewizyjnej przez stację MTV, zaś w 2015 roku została gospodarzem popularnego talk-show „5 Para A Meia-Noite”, emitowanego na antenie portugalskiego publicznego nadawcy RTP. W 2017 roku została jednym z członków portugalskiego jury w Konkursie Piosenki Eurowizji organizowanym w Kijowie. Rok później, wraz z Sílvią Alberto, Danielą Ruah i Catariną Furtado, poprowadziła 63. Konkurs Piosenki Eurowizji organizowany w Lizbonie.

## Filmografia
- 2004: Ana E os Sete jako Sandra
- 2004: Morangos com Açúcar jako Carla Santos Silva
- 2004: Quinta dos Anjos jako Isabel
- 2005: Mundo Meu jako Sylvie
- 2005: Inspector Max jako Margarida / Sandra
- 2005: Eu Ligo-te jako Rita
- 2006: Bocage jako Ana Perpétua
- 2006: Viúva Rica Solteira Não Fica jako Miquelina
- 2006: Night Shop jako Laura
- 2007: Vingança jako Érica Ramalho
- 2008: Conta-me Como Foi jako Glória
- 2008: Aqui Não Há Quem Viva jako studentka
- 2008: Chiquititas jako Antonieta
- 2008: Casos da Vida jako Marta
- 2010: Cidade Despida jako Joana
- 2010: República jako Marta
- 2012: Videovigilância jako Ticha
- 2015: Santa Bárbara jako Maria Ana
- 2017: Ministério do Tempo jako Mafalda Torres